# Domiati

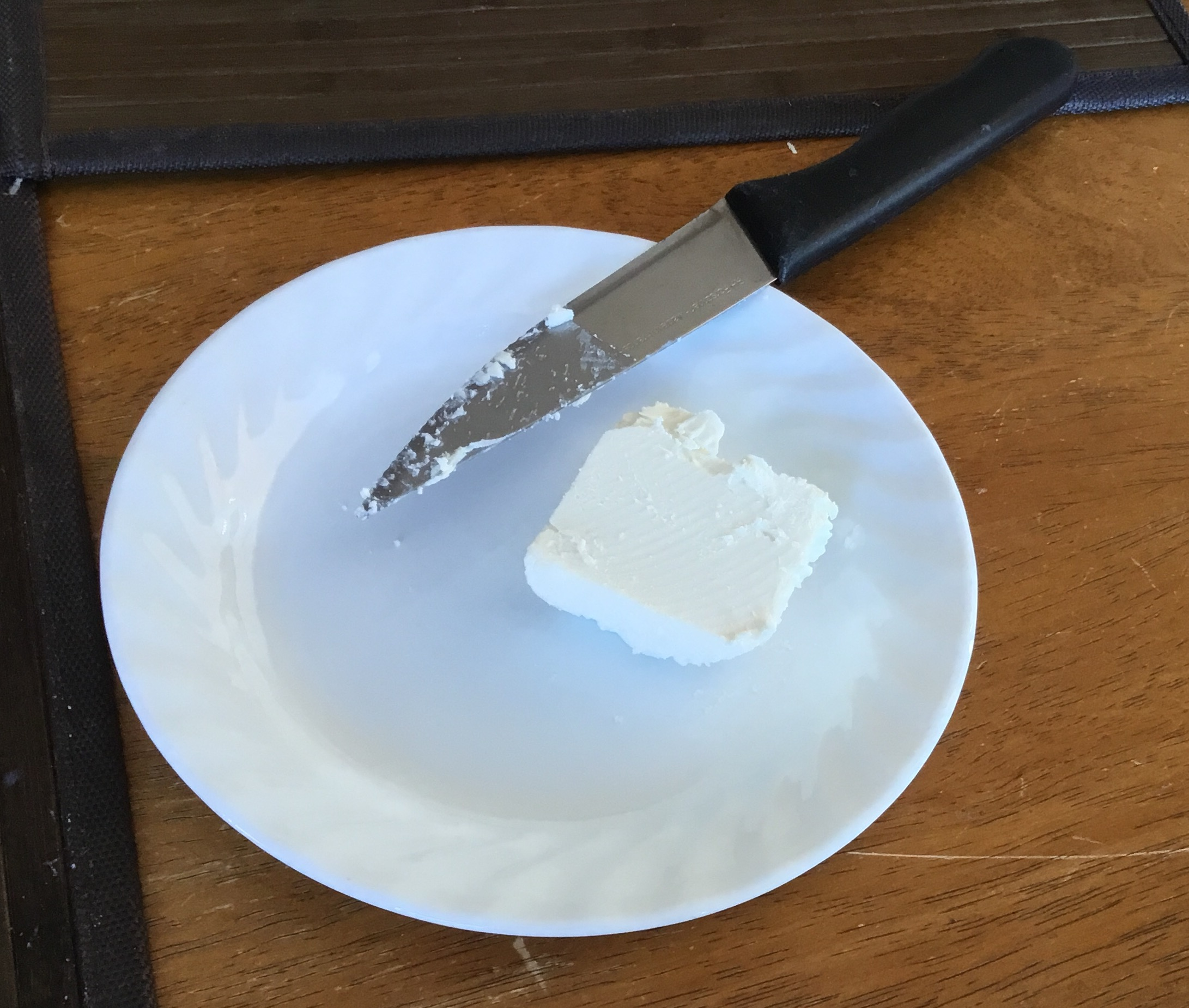
Domiati

Domiati, auch bekannt als Ägyptischer Weißkäse (alternative Namen: Damietta, Gebnah Domiata, Gibnah Baida; arabisch دمياطي, DMG Dumyāṭī), wird traditionell in Ägypten hergestellt, aber auch im gesamten nordafrikanischen Raum, im Sudan und Ländern des Nahen Ostens. Es handelt sich dabei um einen weichen, weißen und salzigen Käse, der typischerweise aus Büffelmilch, Kuhmilch oder einer Mischung beider hergestellt wird, aber auch aus anderen Milchsorten wie Schaf-, Ziegen- oder Kamelmilch produziert werden kann. Dieser Käse ist in Ägypten am weitesten verbreitet und unterscheidet sich von anderen weißen Käsesorten wie Feta, da das Salz direkt der Milch hinzugefügt wird, bevor das Lab hinzugegeben wird.
Der Käse wurde nach der Hafenstadt Damiette (دمياط) benannt.